# Zisterzienserinnenabtei La Séauve-Bénite

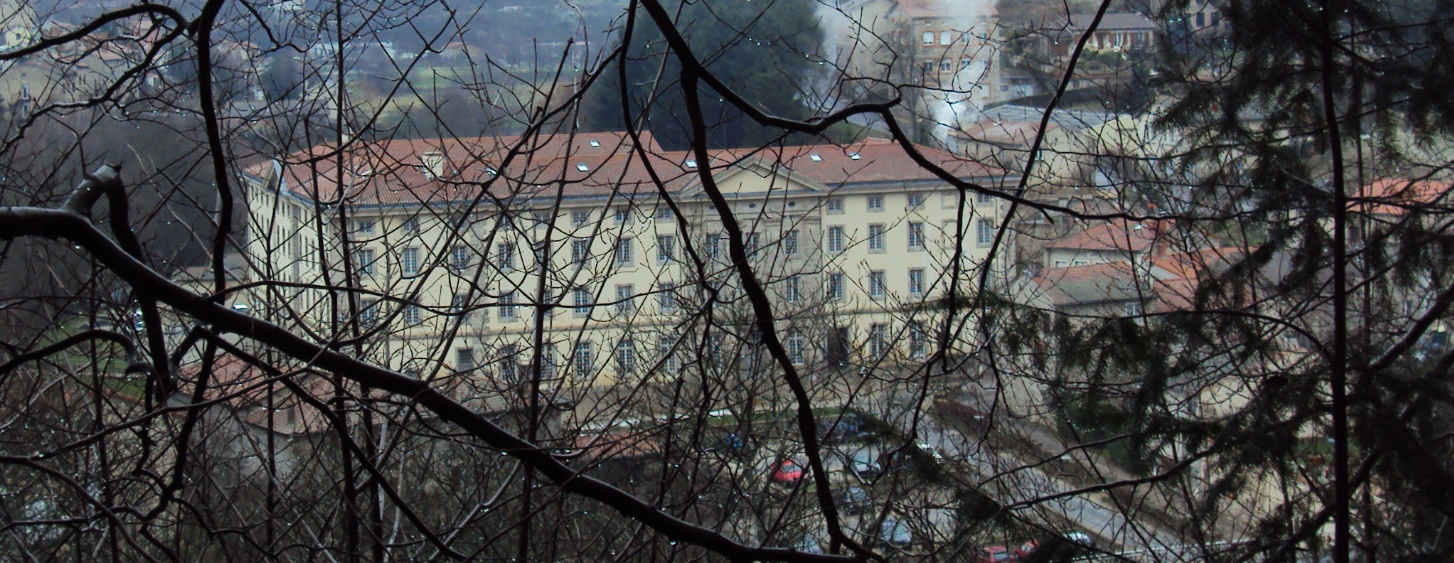
Zisterzienserinnenabtei La Séauve-Bénite

Die Zisterzienserinnenabtei La Séauve-Bénite (auch: Sauve-Benoîte) war von 1226 bis 1792 ein französisches Kloster der Zisterzienserinnen in La Séauve-sur-Semène, einer Gemeinde im Département Haute-Loire.

## Geschichte
1226 von Graf Guigues IV. am Ufer der Semène gestiftet und von Kloster Bellecombe besiedelt, nannte sich das Kloster lateinisch Silva Benedicta, „Gesegneter Wald“, was im Französischen (und Okzitanischen) zu zahlreichen Namensvarianten führte: La Selve, La Salva, La Saulve, Lassova, La Seaulve, La Siauve, La Séauve Benite, La Seuve Benoiste, La Serve Benoiste, La Scaune, Sainte Benoîte. 1765 nahm die Abtei die verbleibenden Nonnen des Klosters Clavas auf und nannte sich bis zu ihrer Auflösung durch die Französische Revolution La Séauve-Clavas. Bis 1925 hieß die umgebende Gemeinde Saint-Didier-la-Séauve. Daraus entstanden die zwei Gemeinden Saint-Didier-en-Velay und La Séauve-sur-Semène, heutiger Standort des früheren Klosters.
Ein aus dem 18. Jahrhundert stammendes stattliches Gebäude (am „Platz der Abtei“, Place de l’Abbaye), das heute als Wohn- und Verwaltungsgebäude genutzt wird, steht seit 1993 unter Denkmalschutz. Ferner ist der Wanderweg „Circuit des dames de la Séauve-Bénite (P.R. 284)“ nach dem Kloster benannt. Lange Zeit wurde die Nonne Marguerite Langlois (* im 12. Jahrhundert) in der Umgebung des Klosters als Heilige verehrt. Noch heute ist in La Séauve-sur-Semène die Straße Sainte-Marguerite nach ihr benannt.